# Nyossjön
Nyossjön (franska: Lac Nyos) är en kratersjö i  Nordvästra regionen i Kamerun omkring 320 kilometer nordväst om huvudstaden Yaoundé.
I augusti 1986 dödades mer än 1 700 personer i flera byar av ett utsläpp av koldioxid (CO2) från sjön. 
Gasen som bubblar upp från den utslocknade vulkanen samlas normalt på botten av sjön, men på grund av ett kraftigt regn "vände sjön" så att vattnet i botten på sjön kom upp till ytan och avgav stora mängder koldioxid. Koldioxiden, som är tyngre än luft, spred sig över ett stort område och dödade alla djur på sin väg.
För att undvika att något liknande händer igen har en rörledning lagts ner i sjön för att blanda om vattnet så att koldioxiden inte samlas i bottenskiktet utan sakta sipprar ut.